# Evolutionär stabile Strategie
Eine evolutionär stabile Strategie (abgekürzt ESS, engl. evolutionarily stable strategy) ist eine Strategie, die – vorausgesetzt genügend Mitglieder einer Population wenden sie an – durch keine Alternativstrategie verbessert werden kann. Sie ist ein spieltheoretisches Konzept, das in der Theoretischen Biologie 1973 von John Maynard Smith und George R. Price formuliert wurde. Es entwickelte sich um sie herum die Evolutionäre Spieltheorie. In der Soziobiologie und in der evolutionären Psychologie gibt es mehr oder weniger kontroverse Studien, welche abwegiges bzw. asoziales menschliches Verhalten als ESS zu interpretieren versuchen. Zum Beispiel könnte mittels geeigneter Untersuchungen festgestellt werden, ob ein bestimmter Anteil Krimineller an der Gesamtbevölkerung einer ESS entsprechen würde.
Eine ESS gewährleistet in einer Population die Überlegenheit beziehungsweise Immunität gegenüber einem Eindringling oder „Mutanten“. Wenn es einem Eindringling gelingt, sich mit seiner eigenen, fremden Strategie zu behaupten, spricht man von einer Invasion. Es ist wichtig anzufügen, dass sich eine evolutionär stabile Strategie nicht nur auf das Verhalten eines Individuums bezieht. In einem weiteren Sinn könnte man auch die erbliche Ausstattung eines Lebewesens als „Strategie“ auffassen – so zum Beispiel könnte eine Pflanzenart, die schlecht an saure Böden angepasst ist, von einer anderen Art verdrängt werden, welche aus genetischen Gründen eine bessere Anpassung zeigt. Den evolutionär stabilen Zustand nennt man Gleichgewicht in evolutionär stabilen Strategien.

## Definition
- {\displaystyle x} und {\displaystyle y} sind zwei (gemischte) Strategien
- {\displaystyle \Pi (x,y)} ist die Auszahlung, bzw. der Reproduktionserfolg eines Individuums mit Strategie {\displaystyle x} in einer Umwelt, in der alle anderen die Strategie {\displaystyle y} ausführen

{\displaystyle x} ist nur dann eine ESS, wenn für alle {\displaystyle y\neq x} gilt:
{\displaystyle \Pi (x,x)>\Pi (y,x)} , oder
{\displaystyle \Pi (x,x)=\Pi (y,x)}  und {\displaystyle \Pi (x,y)>\Pi (y,y)}
Der erste Teil der Definition ist äquivalent zum so genannten strikten Gleichgewicht, d. h.: x ist beste Antwort auf sich selbst. Keine andere Strategie schneidet gegenüber x besser ab, als x selbst. Der zweite Teil sieht vor, dass, wenn Strategie y in reiner x-Umgebung nicht eliminiert wird, da sie gleich erfolgreich ist, x in reiner y-Umgebung sich gegenüber y durchsetzen kann – somit kann die Population nicht von x nach y kippen.
Eine äquivalente Definition lautet wie folgt: Strategie x ist eine ESS, falls für alle {\displaystyle y\neq x} und hinreichend kleines ε>0 gilt:
{\displaystyle (1-\varepsilon )\Pi (x,x)+\varepsilon \Pi (x,y)>(1-\varepsilon )\Pi (y,x)+\varepsilon \Pi (y,y)}
Beide Seiten der Ungleichung stellen die Auszahlung des Reproduktionserfolgs in einer Population dar, in der bis auf einen kleinen Anteil ε von "Mutanten" alle die Strategie x verfolgen; auf der linken Seite steht dieser erwartete Erfolg für die x-Strategie, während auf der rechten derjenige der Mutanten steht, die Strategie y verfolgen.
Ist die definierende Bedingung erfüllt, kann es also in einer Population, in der alle die Strategie x verfolgen, zu keiner erfolgreichen Invasion durch Mutanten kommen – vorausgesetzt, dass Mutanten nur in zunächst kleiner Zahl auftreten können.

## Beispiele
- In einem Pokerclub spielen alle Spieler die Strategie X. Nun kommt ein fremder Spieler zu Besuch. Wenn seine andere Strategie Y nicht erfolgreich ist und er kein Geld gewinnt, dann ist es wahrscheinlich, dass er zur Strategie X wechselt (ESS ist wirksam). Wenn seine Y-Strategie aber gewinnbringend ist, dann wechseln alle Mitglieder von Strategie X auf Y. Y ist also die ESS; ein zweites Neumitglied mit Strategie Y würde nicht besser fahren als die jetzigen Clubmitglieder.
- Angenommen, in Europa gäbe es eine Vogelart, die jeden Herbst nach Süden zieht. Wenn nun ein Individuum auftritt, das sich in milden Wintern dazu entscheidet, in Europa zu bleiben, dann hat es den Vorteil, dass es im Frühling schon die (Nahrungs-)Ressourcen anzapfen kann, bevor die anderen Vögel zurückkehren. Mit besseren Fettreserven im Körper ausgestattet ist das Individuum nun fähig, besser als alle anderen Nachkommen großzuziehen. Jene Vögel, die immer nach Süden ziehen, sterben langfristig aus, da sie sich schlechter fortpflanzen. Ebenso ist es für eine Vogelart von Nachteil, immer in Europa zu bleiben; der Winter könnte einmal so kalt sein, dass viele von ihnen sterben und dann die vom Süden zurückkommenden Vögel eine viel bessere Ausgangslage besitzen. Die ESS der Vogelart besteht also darin, Teile der Population in Europa zu belassen, die je nach Milde des Winters mehr oder weniger erfolgreich überleben.
- Das Lehrbuch-Beispiel der ESS – das Habicht-Taube-Spiel: Individuen der gleichen Population werden als ‚Habichte‘ (aggressiv, stark) und ‚Tauben‘ (friedlich, ausweichend) eingeteilt. Stößt eine Taube zu einer reinen Tauben-Population, verändert sich nichts. Das Gleiche gilt, wenn sich ein Habicht zu anderen Habichten gesellt. Es gibt aber vier besondere Fälle:
  - Eine Taube stößt zu Habichten: Da die Taube den Konflikten – zum Beispiel ums Futter – ausweicht und so Kraft und Körperverletzungen einspart, fährt sie eine erfolgreiche Strategie. Dazu kann sie mittels Drohgebärden Aggressivität vortäuschen und kräftesparend Habichten Ressourcen abluchsen.
  - Ein Habicht stößt zu Tauben: Die Tauben machen dem Neuankömmling Platz und überlassen ihm kampflos alle Ressourcen. Der Habicht ist erfolgreich.
  - Eine Taube oder ein Habicht stößt zu einer gemischten Population, in der Tauben und Habichte im korrekten Zahlenverhältnis (entspricht der ESS!) vorkommen. Für den Neuankömmling spielt es nun eine Rolle, ob er häufiger auf eine Taube oder auf einen Habicht treffen wird. Hat sich die Population auf die geeignete Mischung eingependelt, kann es ihr egal sein, ob sich der Eindringling als Taube oder als Habicht verhält.
  - Die so genannte „Bürger“-Strategie (engl./franz. bourgeois) entwickelt sich zur ESS und sie ist weitgehend immun gegenüber einer unausgewogenen Habicht-Taube-Zusammensetzung der Population. Als „Bürger“ gilt: Wenn man sich verteidigt, ist man ein Habicht; greift man jemanden an, verhält man sich wie eine Taube.
- Im wiederholten Gefangenendilemma ist eine Population aus Tit for Tat-Strategien nicht evolutionär stabil. Während sie resistent gegenüber „Defektiere-Immer“-Strategien ist, kann sie von „Kooperiere-Immer“-Strategien unterwandert werden, wie einfach anhand der Definition mit x = Tit-For-Tat und y = „Kooperiere Immer“ nachgeprüft werden kann: TFT gegen „Kooperiere Immer“ führt zu gleichen Auszahlungen für beide Spieler, daher gilt Bedingung 1 ({\displaystyle \Pi (x,x)>\Pi (y,x)}) nicht. Jedoch gilt auch Teil 2 der Bedingung 2 ({\displaystyle \Pi (x,y)>\Pi (y,y)}) nicht, da auch in diesem Fall beide Strategien zu gleich hoher Auszahlung für beide Spieler führen. Eine Population aus „Kooperiere-Immer“-Strategien kann wiederum von „Defektiere Immer“ unterwandert werden.